# Palacio de Justicia de Bucarest

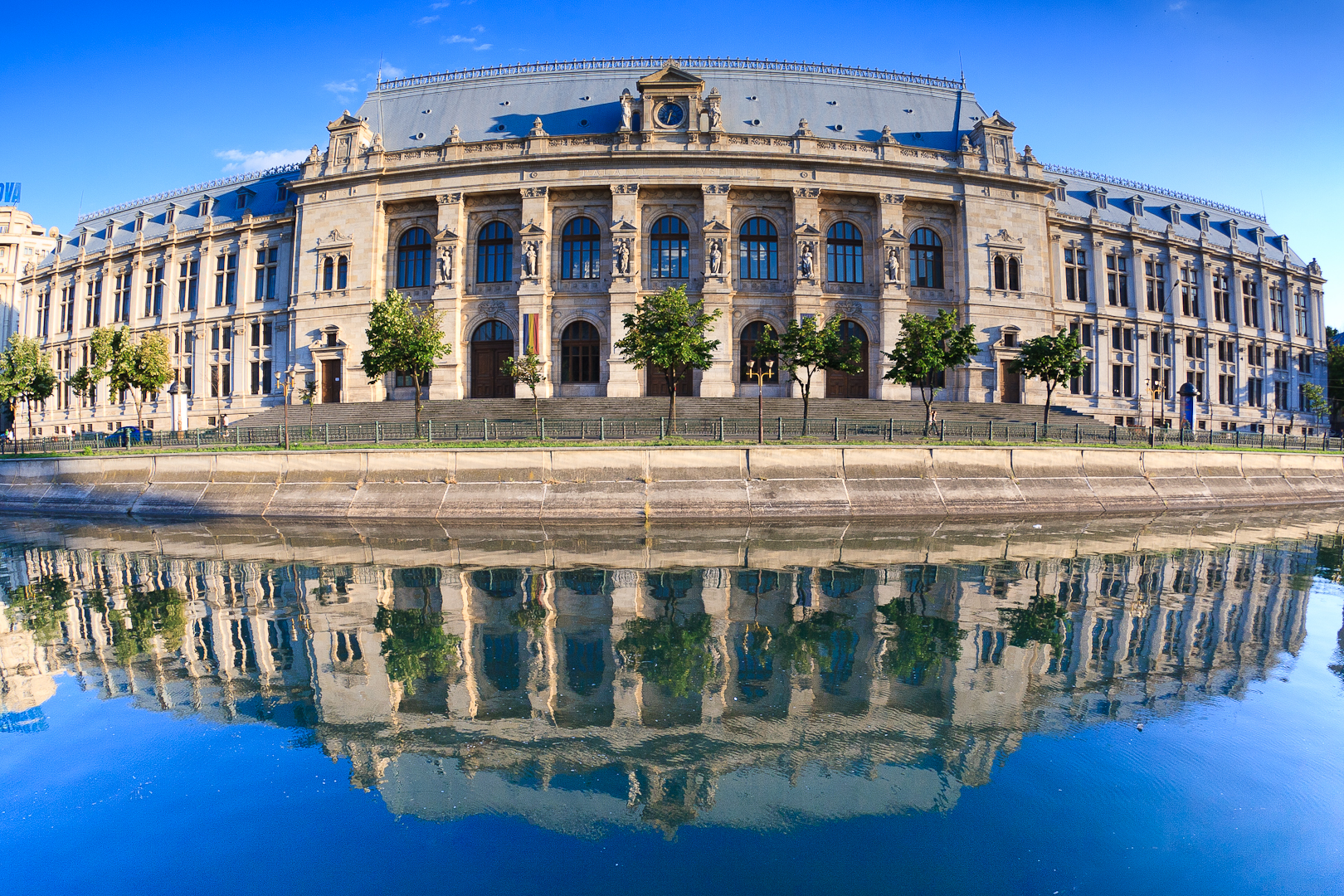
El Palacio de Justicia en 2011.

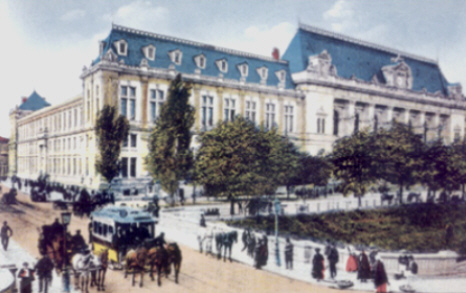
El edificio en la década de 1890, con un tranvía tirado por caballos a la izquierda.

El Palacio de Justicia (en rumano: Palatul Justiției) de Bucarest, Rumanía es un edificio construido entre 1890 y 1895 en estilo neoclásico con claras influencias neorrenacentistas. Fue diseñado por dos arquitectos: Ion Micu, encargado de supervisar la construcción y de la decoración interior, y Albert Ballu, responsable del diseño del edificio. Situado a orillas del Río Dâmbovița, alberga el Tribunal de Apelación de Bucarest y el Tribunal del Sector 5. Su última restauración importante fue entre 2003 y 2006. El palacio tiene 690 habitaciones con una superficie total de 33 235 m².